# Chiara Malta
Chiara Malta (Roma, 1977) è una regista italiana, che lavora principalmente in Francia.

## Biografia
Chiara Malta nasce a Roma nel 1977 e si laurea nel 2001 in Storia e Critica del cinema. Nel 2002 si trasferisce a Parigi per frequentare prima gli Ateliers Varan e poi l'Università Paris 1 per ottenere il Diplôme d'Études Approfondies in Cinema.
Del 2008 è il suo primo lungometraggio, Armando e la politica, presentato in apertura della sezione "Lo Stato delle cose" al Torino Film Festival 2008. Il documentario biografico tratta del rapporto del padre della regista con la discesa in campo di Silvio Berlusconi.
Tra il 2013 e il 2014 soggiorna su invito all'Accademia di Francia a Roma presso Villa Medici.
Nel 2023 presenta al Torino Film Festival il film Linda e il pollo (Linda veut du poulet !), co-diretto con Sébastien Laudenbach, che vince il premio alla miglior sceneggiatura. Il film ottiene poi il Cristal per il lungometraggio e il Prix Fondation Gan à la Diffusion al Festival internazionale di Annecy del 2023 e il Premio César per il miglior film d'animazione ai César 2024.
Nel 2024 gira per Amazon Prime Video la serie Antonia, ideata da Chiara Martegiani e che vede come attori la stessa Martegiani e Valerio Mastandrea.
A maggio 2024 viene chiamata al Bellaria Film Festival nella giuria della sezione "Casa Rossa Internazionale" insieme a Tommaso Colliva e Federica Illuminati.

## Filmografia

### Lungometraggi
- Armando e la politica (Armando et la politique) (2008)
- Le cinéma français se porte bien (2014, co-diretto con Stéphane Arnoux e Jean-Baptiste Germain)
- Simple Women (2019)
- Linda e il pollo (Linda veut du poulet!) (2023, co-diretto con Sébastien Laudenbach)

### Cortometraggi
- L'Isle (2006)
- L'été à Zedelbeek (2007)
- J'attende une femme (2010)
- L'Amour à trois (2010)
- Les Yeux du renard (2012, co-diretto con Sébastien Laudenbach)
- L'existence selon Gabriel (2015)
- Histoire de Stefano (2018)
- A comme Azur (2020, co-diretto con Sébastien Laudenbach)

### Televisione
- Un si grand soleil (2021-2023, 48 episodi)
- Antonia (2024)